# Chaperia ciliata
Chaperia ciliata is een mosdiertjessoort uit de familie van de Chaperiidae. De wetenschappelijke naam van de soort is, als Membranipora ciliata, voor het eerst geldig gepubliceerd in 1869 door MacGillivray.